# Ehrenbürg-Gymnasium Forchheim
Das Ehrenbürg-Gymnasium Forchheim (EGF) ist ein naturwissenschaftlich-technologisches Gymnasium in Forchheim (Oberfranken). Der östlich von der Schule liegende Berg Ehrenbürg verleiht ihr den Namen.

## Geschichte
Bereits in den 1960er Jahren hatte das Gymnasium Forchheim (heute Herder-Gymnasium Forchheim) aufgrund des Schülerwachstums mit immer drängenderer Raumnot zu kämpfen. Um diesem Problem zu begegnen, verabschiedete der Forchheimer Kreistag 1969 einen Antrag zur Errichtung eines zweiten Gymnasiums im Stadtgebiet, welcher an das Bayerische Staatsministerium für Unterricht und Kultus weitergeleitet wurde. Parallel bemühte sich der damals noch eigenständige Landkreis Ebermannstadt (1972 im Zuge der Gebietsreform in großen Teilen in den Landkreis Forchheim übergegangen) um die Errichtung eines eigenen Gymnasiums (heute Gymnasiums Fränkische Schweiz), wobei dieses noch im selben Jahr genehmigt wurde und zum Schuljahr 1970/71 den Lehrbetrieb aufnahm. Forchheim ging zugunsten Ebermannstadts zunächst leer aus.
Zwei Vollgymnasien in Forchheim wurden seitens des Kultusministeriums in Hinblick auf Prognosen zur Schülerzahl vorläufig abgelehnt. Später wurden diese Vorausberechnungen allerdings revidiert und eine Teilung des damaligen Gymnasiums in zwei Vollanstalten vorgeschlagen. 1972 genehmigte das Ministerium schließlich ein erstes Raumprogramm. Kurz vor Weihnachten 1975 erfolgte dann der erste Spatenstich für den Kollegstufenbau des „Gymnasium Forchheim II“, aus dem später das EGF entstand. Zum Schuljahr 1977/78 wurde dieses Gebäude – allerdings in Funktion eines separaten Bau des bestehenden Gymnasiums – in Betrieb genommen. Zu diesem Zeitpunkt ist das zweite Forchheimer Gymnasium immer noch nicht offiziell beschlossen, sondern stellt nur eine Option dar. Als das Herder-Gymnasium aufgrund des immensen Zulaufes zwischenzeitlich zum größten seiner Art in ganz Oberfranken aufstieg, sahen sich die beteiligten Gremien dazu veranlasst diese Möglichkeit zu ziehen. 1980 fasste der Kreistag Forchheim den Beschluss die Teilung beim Kultusministerium zu beantragen. Am 5. Juli 1982 entsteht das EGF schließlich offiziell: Im Bayerischen Gesetz- und Verordnungsblatt Nr. 19/82 wird die Errichtung eines Gymnasiums Forchheim II verkündet. Dieses nahm mit sieben Klassen zum neuen Schuljahr seinen Betrieb auf. Zum 31. Mai 1983 erhält die neue Schule den bis heute bekannten Namen: „Ehrenbürg-Gymnasium“.
Angesichts weiter zunehmender Anmeldungszahlen und Herabsetzungen der Richtzahlen für die Klassenstärken stieg der Raumbedarf auch nach der Teilung weiter an und machte zusätzliche Baumaßnahmen nötig. Bis zur Spitze der Schülerzahl (1443 im Schuljahr 2010/11) sind vier Erweiterungen im Vergleich zum ursprünglichen Kollegstufenbau von 1977 durchgeführt worden: 1982, 1987, 1989 und 2002. Die Raumnot machte es zwischenzeitlich immer wieder nötig, dass Klassen in andere Gebäude ausgelagert werden mussten. Dazu gehörten unter anderem die ehemalige Landwirtschaftsschule in der Löschwördstraße, wie auch Räume der einen Kilometer entfernten alten Berufsschule in der Egloffsteinstraße. Mit der Fertigstellung des bis heute letzten, südlichen Erweiterungsbaus am 25. April 2002 wurde das Ehrenbürg-Gymnasium „als Ganzes“ eingeweiht.
2015 starteten umfangreiche Sanierungsarbeiten der Bestandsbauten, was das EGF zu einer Dauerbaustelle im laufenden Betrieb machte. War in anfänglichen Planungen nur eine energetische Sanierung vorgesehen, erweiterten sich die Maßnahmen auf Brandschutz, eine komplett neue und zeitgemäße IT-Infrastruktur für alle Klassenzimmer und Verwaltung, Lüftungstechnik, Sanitäranlagen, barrierefreie Zugänge, einen neuen naturwissenschaftlichen Fachtrakt, Möbel, sowie die Neugestaltung von Böden und Wänden – faktisch also einer Komplettsanierung. Diese Modernisierungsmaßnahmen brachten dem EGF 2017 einen Eintrag im Schwarzbuch der Steuerverschwendung ein, da für die energetischen Erneuerung ursprünglich nur 5,38 Millionen Euro veranschlagt wurden, die Ausweitung des Sanierungsumfangs allerdings zu eklatanten Mehrkosten führte, sodass schließlich knapp 14,7 Millionen Euro aufliefen. Der Landkreis Forchheim bezog dazu Stellung und erklärte, dass der größte Teil der Kosten unvermeidbar gewesen wäre. Problematisch sind nichtsdestotrotz die Fehleinschätzungen seitens der Architekten- und Planungsteams bei der Bestandsuntersuchung, weshalb Regressansprüche seitens des Trägers geprüft werden.
Offiziell endete die Generalsanierung 2018 – de facto wurde kleinere Arbeiten, insbesondere in den Außenanlagen, allerdings noch bis 2021 durchgeführt.
Heute bietet das EGF auf 9560 m² moderne Lern- und Arbeitsbedingungen: Alle Klassenräume sind „kreidelos“, also mit Whiteboards, Beamern, Dokumentenkameras und Internetanschlüssen ausgestattet.
Die Energieerzeugung geschieht neben einem Blockheizkraftwerk mittels Photovoltaikanlagen auf dem Schuldach.
Zwischen den Schuljahren 2003/04 und 2020/21 bestand eine Schulpartnerschaft mit der Siemens AG. 2021 wechselte die Partnerschaft zur ausgegliederten Siemens Healthineers AG. Das Medizintechnikunternehmen unterstützt das Gymnasium beispielsweise durch Veranstaltungen zur Berufsinformationen, Bewerbertrainings, Schülerpraktika, Fortbildungsseminare und Betriebserkundungen.

## Profil
Der Schwerpunkt des Gymnasiums liegt im naturwissenschaftlich-technologischen Bereich. Zu Beginn jeden Jahres gibt es Angebote, die jeder Schüler für sich wählen kann. Ein Beispiel ist die Jugend forscht-Arbeitsgemeinschaft. Durch die Kooperation mit außerschulischen Partnern sind Versuche des Erlernten in der Praxis möglich.

### Fremdsprachen
Von der 5. bis 10. Klassenstufe werden die Schüler in der ersten Fremdsprache Englisch unterrichtet. Anschließend besteht die Wahl, dieses Fach weiterhin zu belegen.
Ab der 6. Klassenstufe belegen die Schüler mit Französisch oder Latein eine zweite Fremdsprache.
Ab der 10. Klassenstufe (G9 ab der 11. Klassenstufe) kann die zweite Fremdsprache durch Spanisch ersetzt werden.
Als Wahlfach kann in der 9./10. Jahrgangsstufe Italienisch gewählt werden.

## Schüleraustausch
Im Laufe der Geschichte bestanden am EGF elf Austauschprogramme in sieben verschiedene Länder, um Fremdsprachenkenntnisse zu festigen, fremde Kulturen kennenzulernen und neue Freundschaften zu knüpfen. Derzeit (Stand 12/2023) werden Verbindungen in vier Länder (Italien, Frankreich, Polen und Spanien) und zu fünf Schulen unterhalten. Darunter sind auch die beiden Forchheimer Partnerstädte Rovereto und Le Perreux-sur-Marne, die die längste und intensivste Tradition besitzen. Reinhold Otzelberger, der den Austausch mit dem italienischen Liceo Rosmini 28 Jahre lang betreute, bekam für seine Dienste die Ehrenbürgerwürde seitens der Gemeinde Rovereto zugesprochen.
| Zeitspanne | Land                  | Ort                  | Name der Partnerschule      | Entfernung |
| ---------- | --------------------- | -------------------- | --------------------------- | ---------- |
| 1984-heute | Italien               | Rovereto             | Liceo Rosmini               | 430 km     |
| 1984-heute | Frankreich            | Le Perreux-sur-Marne | Collège Pierre Brossolette  | 630 km     |
| 1985–2000  | Schottland            | Stirling             | High School of Stirling     | 1230 km    |
| 1986–1996  | Frankreich            | Biscarosse           | Lycée Jean Mermoz           | 1100 km    |
| 1986–1996  | Frankreich            | Parentis-en-Born     | Lycée St. Exupéry           | 1100 km    |
| 1990–1996  | USA                   | Aiken                | Aiken High School           | 7430 km    |
| 1998–2001  | Tschechische Republik | Budweis              | Bischöfliches Gymnasium     | 260 km     |
| 2002–2004  | USA                   | Madison              | Bob Jones High School       | 7660 km    |
| 2004-heute | Frankreich            | Le Touvet            | Collège La Pierre Aiguille  | 620 km     |
| 2010-heute | Polen                 | Tschenstochau        | Lyzeum Juliusza Slowackiego | 590 km     |
| 2014-heute | Spanien               | Vitoria-Gasteiz      | Colegio Santa María         | 1300 km    |

## Ehrenbürghalle

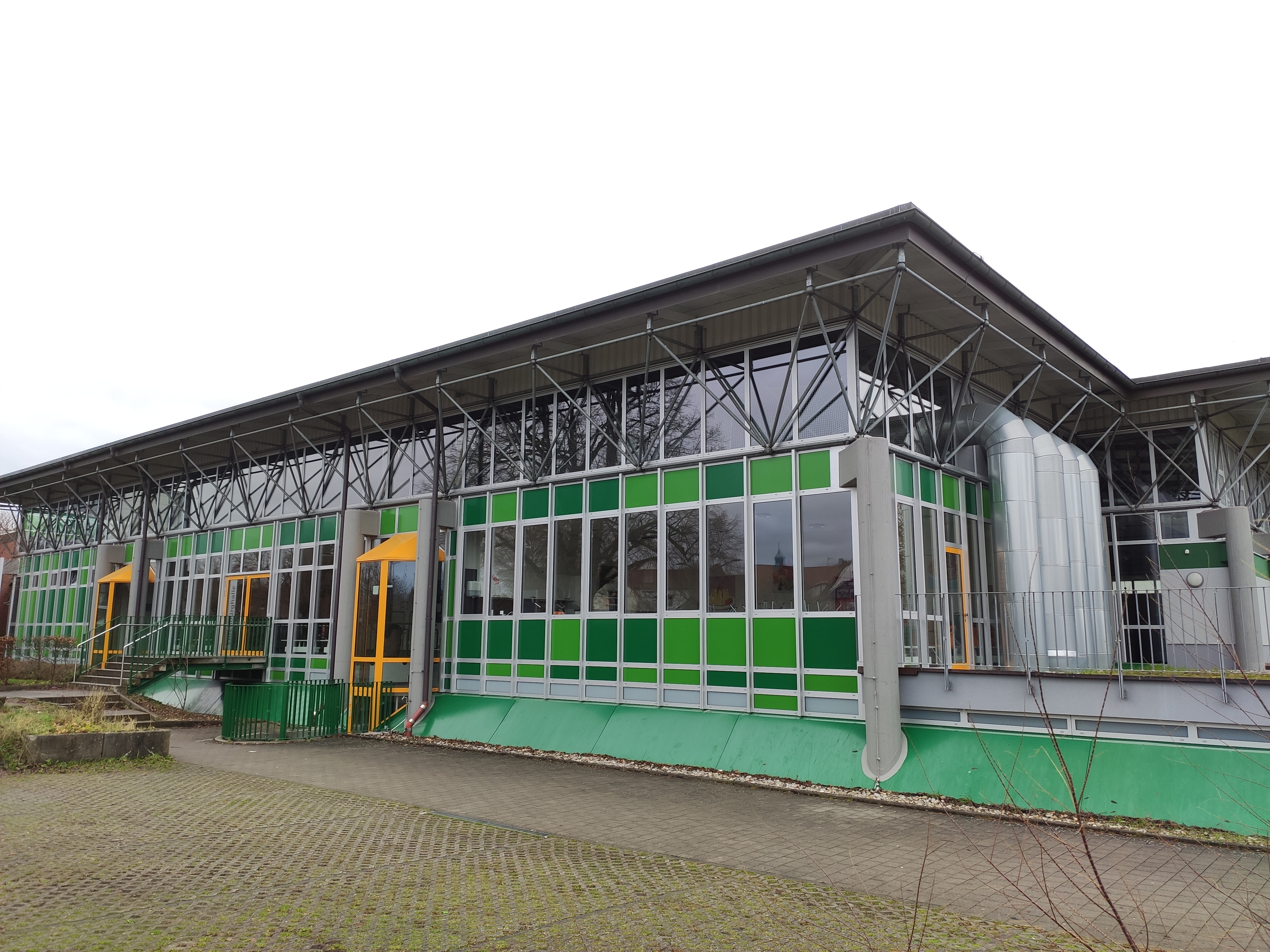
Außenansicht der Ehrenbürghalle

Das EGF verfügt über eine moderne Dreifachturnhalle mit ausfahrbarer Tribüne, die 1981 in Betrieb genommen und zuletzt 2013 für eine Summe von 3,5 Millionen Euro unter der Leitung des Architekturbüros Glauber + Rosbigalle umfassend saniert wurde. Über einen Verbindungstrakt ist die Ehrenbürghalle direkt an das Schulgebäude angebunden. Hinter dem Foyer befindet sich das Schülercafe. Neben dem Schulsport findet die Halle in den Randzeiten Anwendung für verschiedene lokale Sportvereine. Darunter sind unter anderem die Handballer des HC Forchheim und des SV Buckenhofen. Im Winter werden dort außerdem verschiedene Fußballturniere ausgetragen, wie zum Beispiel der „Funzl Kickers Cup“ oder die „Volksbank Stadtmeisterschaft“. Darüber hinaus erlangte die Ehrenbürghalle Bekanntheit als Austragungsort der Forchheimer Boxnacht mit bis zu 1000 Zuschauern.

## Schulleitung
- Hans Gunther Klemm (1982–1991)
- Gerhard Ramming (1991–2000)
- Ernst Walter (2000–2009)
- Karl Fuchs (2009–2016)
- Karlheinz Schoofs (2016–2023)[12]
- Susanne Schmidt (seit 2023)[13]

## Ehemalige Schüler
- Simone Veenstra (* 1971), Schriftstellerin
- Doris Kunz (* 1974), Chemikerin
- Michael Hofmann (* 1974), Politiker, bayerischer Landtagsabgeordneter
- Hermann Ulm (* 1976), Landrat des Landkreises Forchheim
- Sven Waasner (* 1979), Schauspieler
- Sebastian Körber (* 1980), Politiker, bayerischer Landtagsabgeordneter
- Lisa Badum (* 1983), Politikerin, Mitglied des Deutschen Bundestages